# Marina Ried
Marina Ried; eigentlich Marina Rschewskaja (* 9. Juli 1921 in Moskau, Russische SFSR; † 26. März 1989 in Jesteburg, Niedersachsen) war eine deutsch-russische Schauspielerin.

## Leben

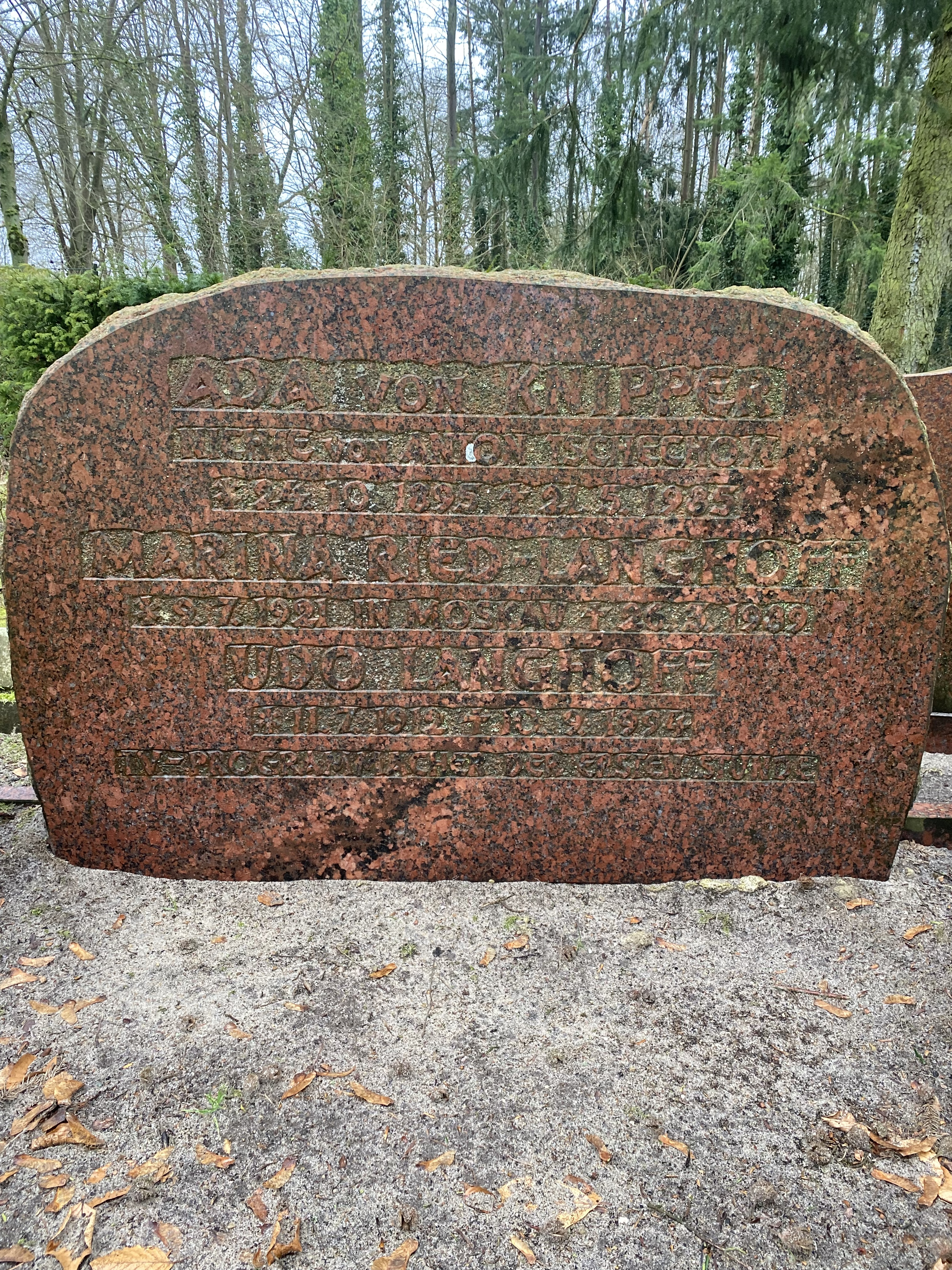
Grabstätte auf dem Friedhof Jesteburg

Die Tochter der Schauspielerin Ada Knipper und Nichte von Olga Tschechowa kam im Kindesalter nach Deutschland. Nach der Oberrealschule erhielt sie bei Lucie Höflich eine Schauspiel- und bei Victor Gsovsky eine Ballettausbildung, ferner Gesangsunterricht.
Hauptsächlich spielte sie auf Berliner Komödien-, Operetten- und Kabarettbühnen wie Scala, Plaza, Komödie am Kurfürstendamm und Kabarett der Komiker. Vor der Kamera stand sie erstmals 1939.  Sie stand 1944 in der Gottbegnadeten-Liste des Reichsministeriums für Volksaufklärung und Propaganda.
Nach Kriegsende war Ried eine vielbeschäftigte Nebendarstellerin beim deutschen Film, später auch beim Fernsehen. Sie gab Gastspiele beim Theater, war Hörspiel- und Synchronsprecherin. Noch in den 1980er Jahren stand sie am Altonaer Theater auf der Bühne, bevor sie ihre Karriere aus gesundheitlichen Gründen aufgeben musste.
Von 1943 bis 1953 war sie mit Rudolf Platte verheiratet und ab 1953 bis zu ihrem Tode mit dem Fernsehregisseur Udo Langhoff.
Marina Ried erlag einem langen Krebsleiden. Ihre Grabstätte befindet sich auf dem Gemeindefriedhof „Am Allerbeek“ in Jesteburg.

## Filmografie
- 1943: Die große Nummer
- 1943: Wenn der junge Wein blüht
- 1943: Tolle Nacht
- 1944: Das Konzert
- 1944/49: Der Posaunist
- 1950: Absender unbekannt
- 1950: Gabriela
- 1950: Pikanterie
- 1951: Schön muß man sein
- 1951: Das späte Mädchen
- 1952: Meine Frau macht Dummheiten
- 1952: Drei Tage Angst
- 1952: Alle kann ich nicht heiraten
- 1952: Man lebt nur einmal
- 1952: Am Brunnen vor dem Tore
- 1953: Das singende Hotel
- 1953: Wenn am Sonntagabend die Dorfmusik spielt
- 1953: Mit siebzehn beginnt das Leben
- 1953: Blume von Hawaii
- 1954: Die tolle Lola
- 1954: Der treue Husar
- 1954: Fräulein vom Amt
- 1954: Die schöne Müllerin
- 1954: Alles für dich, mein Schatz
- 1954: Rittmeister Wronski
- 1954: Emil und die Detektive
- 1955: Der kleine Napoleon (TV)
- 1955: Eine Frau genügt nicht?
- 1955: Du mein stilles Tal
- 1956: Der Prozeß Mary Dugan (TV)
- 1956: Schwarzwaldmelodie
- 1956: Nina
- 1956: Anastasia, die letzte Zarentochter
- 1956: Von der Liebe besiegt
- 1957: Witwer mit fünf Töchtern
- 1958: Grabenplatz 17
- 1958: Ist Mama nicht fabelhaft?
- 1959: Drei Orangen (TV)
- 1959: Unser Wunderland bei Nacht
- 1959: Morgen wirst du um mich weinen
- 1959: Stahlnetz: Das Alibi
- 1961: Stahlnetz: Saison
- 1963: Die Dubarry (TV)
- 1963: Hafenpolizei (Fernsehserie) – Der blaue Brief
- 1964: Hafenpolizei (Fernsehserie) – Die Dame aus Hongkong
- 1966: Die Gefangenen von Murano (TV)
- 1967: Antitoxin (TV)
- 1967: Wenn es Nacht wird auf der Reeperbahn
- 1968: Das Ferienschiff (Fernsehserie, 4 Folgen)
- 1969: Das tickende Herz (TV)
- 1972: Hamburg Transit (Fernsehserie) – Der Blechsarg
- 1973: … aber Jonny!
- 1973: Der Kreidegarten (TV)
- 1985: Ein Fall für TKKG (Fernsehserie) – Der Schlangenmensch